# Eliza Kalbarczyk
Eliza Anna Kalbarczyk – polska agronom, dr hab. nauk rolniczych, profesor uczelni Wydziału Geografii Społeczno-Ekonomicznej i Gospodarki Przestrzennej Uniwersytetu im. Adama Mickiewicza w Poznaniu.

## Życiorys
W 2000 r. obroniła pracę doktorską pt. Agroklimatyczne warunki uprawy pszenżyta ozimego w Polsce, której promotorem była prof. Bożena Michalska, w 2011 r. habilitowała się na podstawie pracy zatytułowanej Klimatyczne ryzyko uprawy pszenżyta jarego (Triticosecale Wittmack) w Polsce. Została zatrudniona na stanowisku adiunkta w Zakładzie Meteorologii i Klimatologii na Wydziale Kształtowania Środowiska i Rolnictwa Zachodniopomorskiego Uniwersytetu Technologicznego w Szczecinie.
Była profesorem w Instytucie Geografii Społeczno-Ekonomicznej i Gospodarki Przestrzennej na Wydziale Nauk Geograficznych i Geologicznych Uniwersytetu im. Adama Mickiewicza w Poznaniu.
Pełniła funkcję zastępcy dyrektora w Instytucie Geografii Społeczno-Ekonomicznej i Gospodarki Przestrzennej na Wydziale Nauk Geograficznych i Geologicznych Uniwersytetu im. Adama Mickiewicza w Poznaniu.
Jest profesorem uczelni na Wydziale Geografii Społeczno-Ekonomicznej i Gospodarki Przestrzennej Uniwersytetu im. Adama Mickiewicza w Poznaniu, a także członkiem Rady Dyscypliny Naukowej –  Geografii Społeczno-Ekonomicznej i Gospodarki Przestrzennej Uniwersytetu im. Adama Mickiewicza w Poznaniu.